# Тріанонський договір

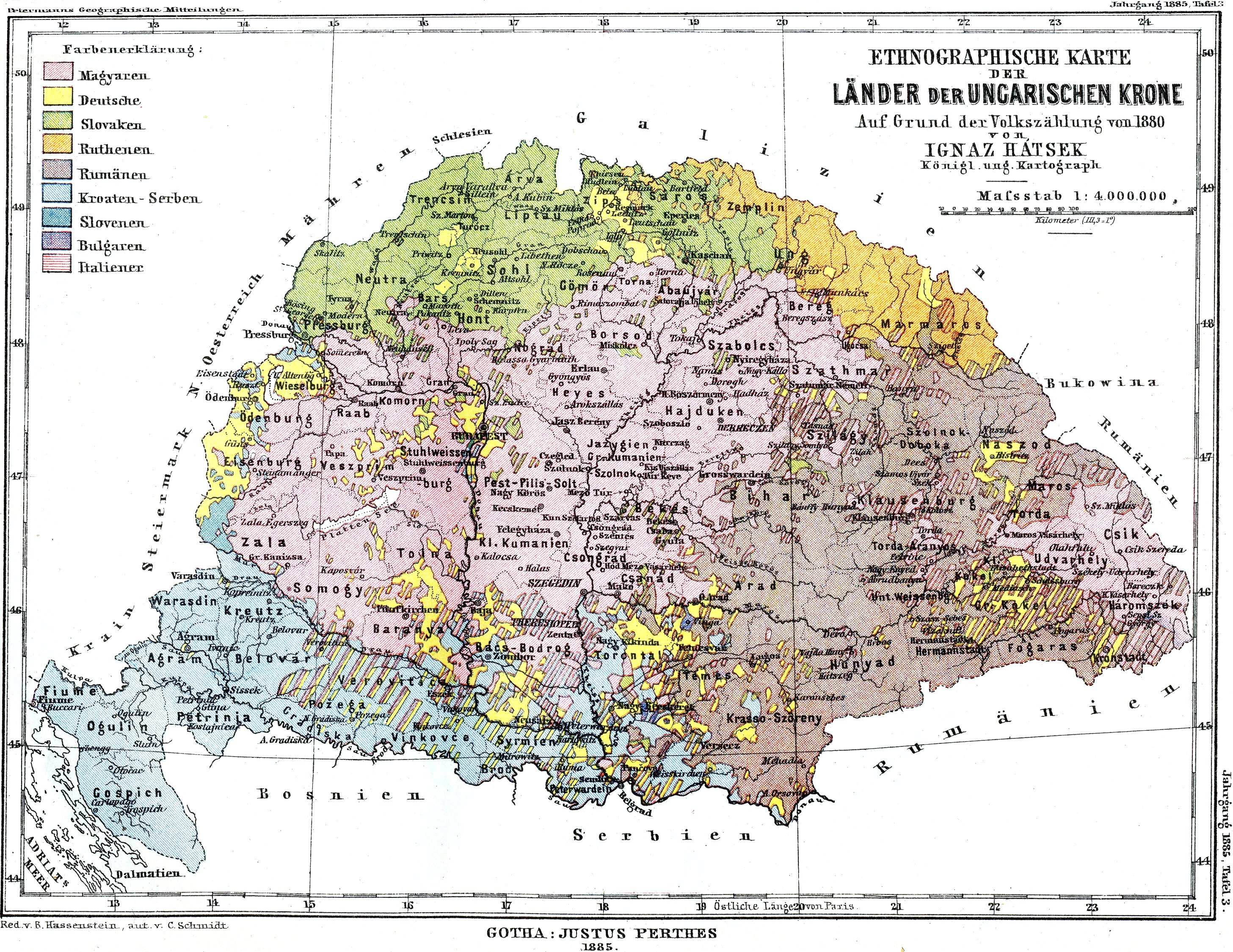
Етнографічна карта Земель Корони Святого Стефана, тобто Королівства Угорщини та Королівства Хорватії і Славонії за переписом населення 1880.

Тріанонський договір — мирний договір, укладений 4 червня 1920 року між союзними державами Антанти в Першій світовій війні та Угорщиною. Остання погодилася на значні обмеження та втрату територій, у тому числі Закарпаття та всієї Словаччини на користь Чехословацької Республіки. У 1920-1930-х pp. угорські ревізіоністські кола домагалися скасування Тріанонського договору та повернення втрачених земель до «Великої Угорщини».
Тріанонський мирний договір став складовою частиною Версальсько-Вашингтонської системи. Набувши чинності 26 липня 1921 року, договір зафіксував розпад Австро-Угорської імперії та визнав раніше встановлені кордони сусідніх держав.

## Передісторія
Австро-Угорщина стала однією із країн-винуватців Першої Світової війни. Вона оголосила війну Сербії 28 липня 1914 року. Приводом для оголошення війни було вбивство ерцгерцога Франца Фердинанда та його дружини в Сараєво, яке здійснив сербський націоналіст Гаврило Принцип — 18-річний студент, який був членом громадської організації «Млада Босна». Локальний сербо-австро-угорський конфлікт фактично став каталізатором загальноєвропейської війни. Країни Антанти — Росія, Франція та Велика Британія — підтримали Сербію. Австрію підтримала Німецька Імперія.
Війна склалася для Австро-Угорщини загалом невдало. На Балканах вона не змогла швидко зломити опір сербської армії, і лише восени 1915 року завдяки вступу у війну Болгарії Сербія була розгромлена. На Східному фронті австрійці зазнали серйозної поразки від росіян в Галицькій битві. Лише за допомогою німецької армії австрійці повернули Галичину. Італія, як член Троїстого союзу, зрадила своїх союзників і 23 травня 1915 року оголосила війну Австро-Угорщині. Лише завдяки допомозі німців італійці були розбиті при Капоретто в 1917 році.
9 грудня 1917 року в Брест-Литовську відкрилися переговори про перемир'я між Росією та Німеччиною, Австро-Угорщиною, Болгарією й Османською імперією. Через три місяці було підписано Брест-Литовський мирний договір.
Через три дні після зречення 13 листопада 1918 року, імператора Австро-Угорщини Карла I Габсбурга престолу Угорщини, лідер радикальної Партії незалежності граф Міхай Карої закликав робітників і солдат до повстання на «захист угорських завоювань від анархії», яке привело до проголошення 16 листопада Угорської Демократичної Республіки. Сподівання на лояльність Антанти до республіканського уряду та пом'якшення умов перемир'я, укладеного Австро-Угорщиною за два тижні до того в Падуї, виявились безпідставними. Більше того, 20 березня 1919 року керівництво Угорщини отримало від уповноваженого Антанти полковника Фернана Вікса ноту, у якій була вимога погодитися на передачу частини території тогочасної Угорщини до країн «Малої Антанти» — Румунії, Чехословаччини та Королівства сербів, хорватів і словенців.
Проголошення наступного дня Угорської Радянської Республіки лише ускладнило міжнародне становище країни: розрахунок на «світову соціалістичну революцію» і допомогу радянської Росії не справдився, а спроба силою зброї повернути Трансильванію привела до повного фіаско — через 133 дні румунська армія зайняла Будапешт і повалила уряд комуніста Бела Куна.
Прихід до влади адмірала Міклоша Горті, який 1 березня 1920 року прийняв титул регента в «монархії без монарха», і його спроби вплинути на хід мирних переговорів у Версалі зустріли активну протидію «Малої Антанти», представники якої прагнули запобігти відновленню монархії Габсбургів і наполягали на жорстких вимогах до офіційного Будапешту, адже вони вважали, що в розв'язанні Першої світової війни він був винен навіть більше, ніж Відень. Наприкінці березня з Парижа повернулась угорська делегація на чолі з графом Альбертом Аппоні, яка так і не зуміла домогтися суттєвих змін основних умов мирного договору.

## Умови договору
Тріанонський мирний договір, який був складений за зразком Сен-Жерменського мирного договору 1919 року із Австрією, містив 364 статті, які були організовані в 14 частин, протокол і декларацію. За договором Підкарпатську Русь (Закарпаття) та Словаччину було включено до складу Чехословацької республіки; Трансильванія та Східний Банат передавалися Румунському королівству; Хорватія, Воєводина та Західний Банат — Королівству сербів, хорватів і словенців; провінція Бургенланд — Австрійській республіці. Королівство Угорщина відмовлялося від будь-яких прав на порт Рієку (Фіуме), визнавала незалежність Чехословацької республіки та Королівства сербів, хорватів і словенців, а також зобов'язувалася визнати скасування Берестейського миру 1918 року.

## Наслідки Тріанонського договору для Угорщини та її сусідів
Виконання умов Тріанонського мирного договору призвело до втрати Королівством Угорщина довоєнної території та зменшення населення більш як удвічі в порівнянні з 1914 роком. Королівству Угорщина було заборонено мати на озброєнні авіацію, танки, важку артилерію. Максимальна чисельність угорської армії, що могла формуватися лише з добровольців, мала не перевищувати 35 000 осіб. Військово-морський флот, у тому числі кораблі Дунайської флотилії, передавалися союзникам.
Нагляд за виконанням статей договору покладався на Союзну контрольну комісію. Королівство Угорщина зобов'язувалася надати країнам-переможцям в односторонньому порядку режим найбільшого сприяння на транзит, ввіз та вивіз товарів, а також сплатити репарації загальною сумою в двісті мільйонів золотих крон.
У міжвоєнний період угорські урядові кола намагалися переконати населення, що Тріанонський мирний договір недовговічний, розпалюючи шовіністичні настрої та закликаючи до відродження «Великої Угорщини». Зовнішньополітичний курс уряду на ревізію Тріанонського договору спричиняв напруження між сусідніми країнами.

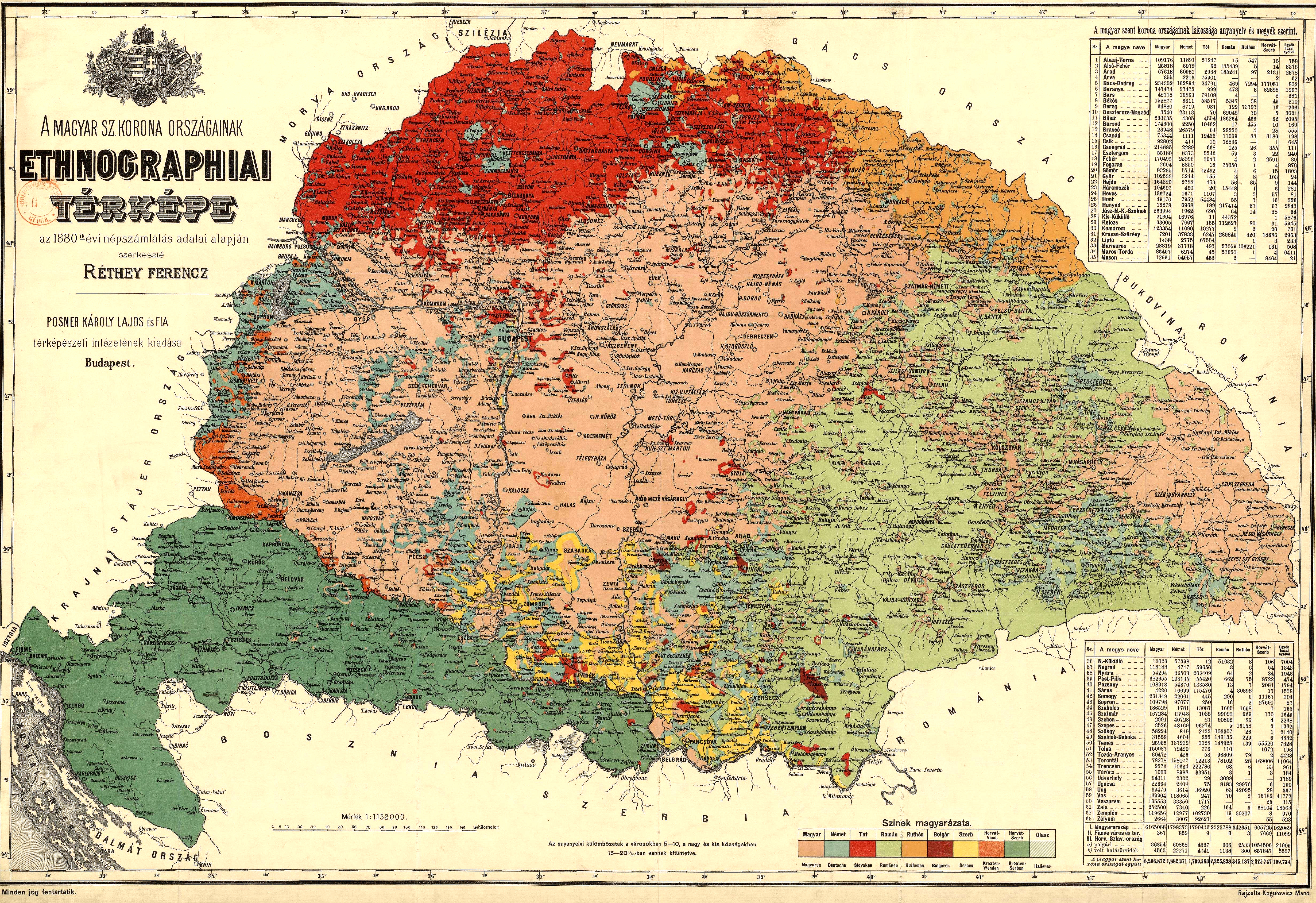
Ференц Ретей. Етнографічна карта Земель Корони Святого Стефана (Королівства Угорщини та Королівства Хорватії і Славонії) за даними перепису 1880 року. Будапешт, 1886. Картограф Мано Когутович.

### Етнічний склад довоєнної Угорщини і перепис 1910 року
Останній перепис у Королівстві Угорщина до укладання Тріанонського договору проводився 1910 року. Він зафіксував склад людності королівства за мовою та релігією. Відповідно до перепису носії угорської мови становили 48 % від загальної людності всього королівства, або 54 % жителів «власне Угорщини» (територій без урахування Хорватії-Славонії). На теренах «власне Угорщини» жили представники таких меншин: 16,1 % румунів, 10,5 % словаків, 10,4 % німців, 2,5 % русинів (українців), 2,5 % сербів, 8 % інших. Євреї становили 5 % людності «власне Угорщини», але їх зарахували до носіїв угорської мови. В автономній Хорватії-Славонії більшість становили хорвати й серби — 87 % населення.
Перепис 1910 року порахував жителів угорського королівства за їхньою рідною мовою й релігією, але вказана таким чином мова особи могла не збігатися з її етнічною приналежністю. Додавало труднощів і те, що низка теренів королівства мала змішаний етнічний склад, отже жителі цих країв мали дві або навіть три рідні мови. На приклад, у Словаччині 18 % словаків, 33 % угорців і 65 % німців були двомовні, а 21 % відсоток німців цього краю говорили і словацькою, і угорською мовами поряд із німецькою.

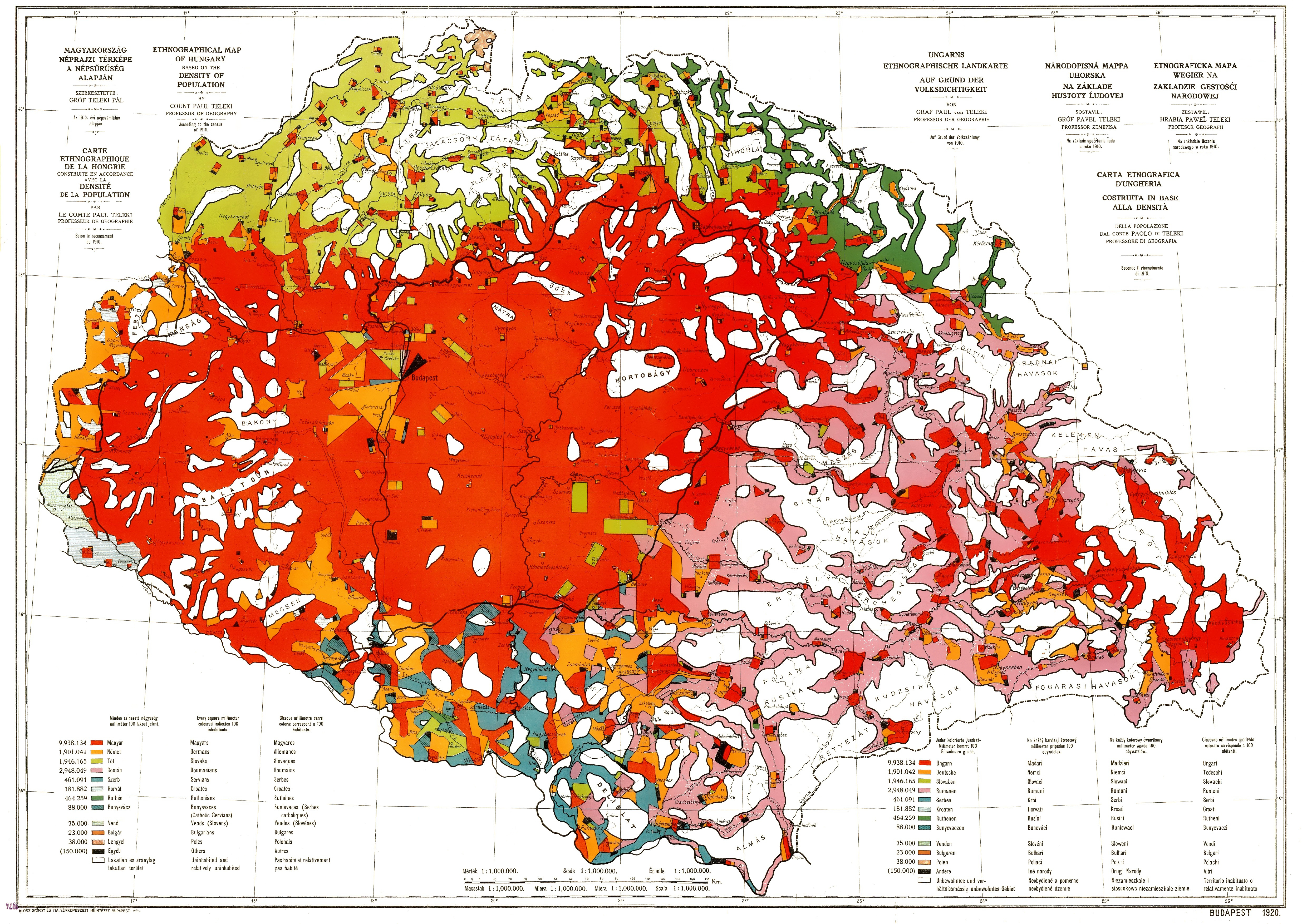
Так звана «червона мапа». Етнографічна мапа Угорщини, видана в Будапешті 1920 року за підсумками перепису 1910 з урахуванням густоти населення. Складена для пред'явлення на переговорах у Тріаноні. Кожен фарбований мм² позначає 100 жителів. Терени, що на них жило менше 20 осіб/км², позначено білим. Укладач Павел Телекі.
Угорська мова
Німецька мова
Словацька мова
Українська (в оригіналі русинська) мова
Румунська мова
Сербська мова
Території з густотою населення менше ніж 20 осіб//км²

Деякі демографи (Девід Пол, Петер Ганак, Ласло Катуш) стверджують, що підсумки перепису точні, так само як і їхня інтерпретація. Інші, натомість, вважають, що підсумки перепису були спотворені через збільшення відсотку носіїв угорської мови, посилаючись на суперечність між малоймовірним стрімким зростанням носіїв угорської і зменшенням відсотку носіїв інших мов внаслідок політики мадяризації королівства наприкінці ХІХ ст.
Деякі словацькі демографи (Ян Светонь і Юліус Месарос) оскаржують висновки будь-якого довоєнного перепису. Американський історик Оувен Джонсон згоджується з переписами до 1900 року включно, за яким угорці становили 51,4 %, але він відкидає висновки перепису 1910 року через завелику розбіжність із результатами попередніх переписів. Викликає сумнів також той факт, що переписи за часів довоєнного Королівства Угорщини відрізняються від пізніших переписів на тих самих теренах вже за нових держав у повоєнний час. Зважаючи на величезність таких розбіжностей, деякі демографи припускають, що всі ці переписи надавали перевагу тій нації, чия держава панувала на цих теренах під час відповідного перепису.

### Угорці поза новими кордонами Угорщини
На переданих угорським королівством до нових держав землях більшість людності становили неугорці, але разом з тим аж до 30 % угорців опинилися поза межами угорської держави під пануванням інших народів.

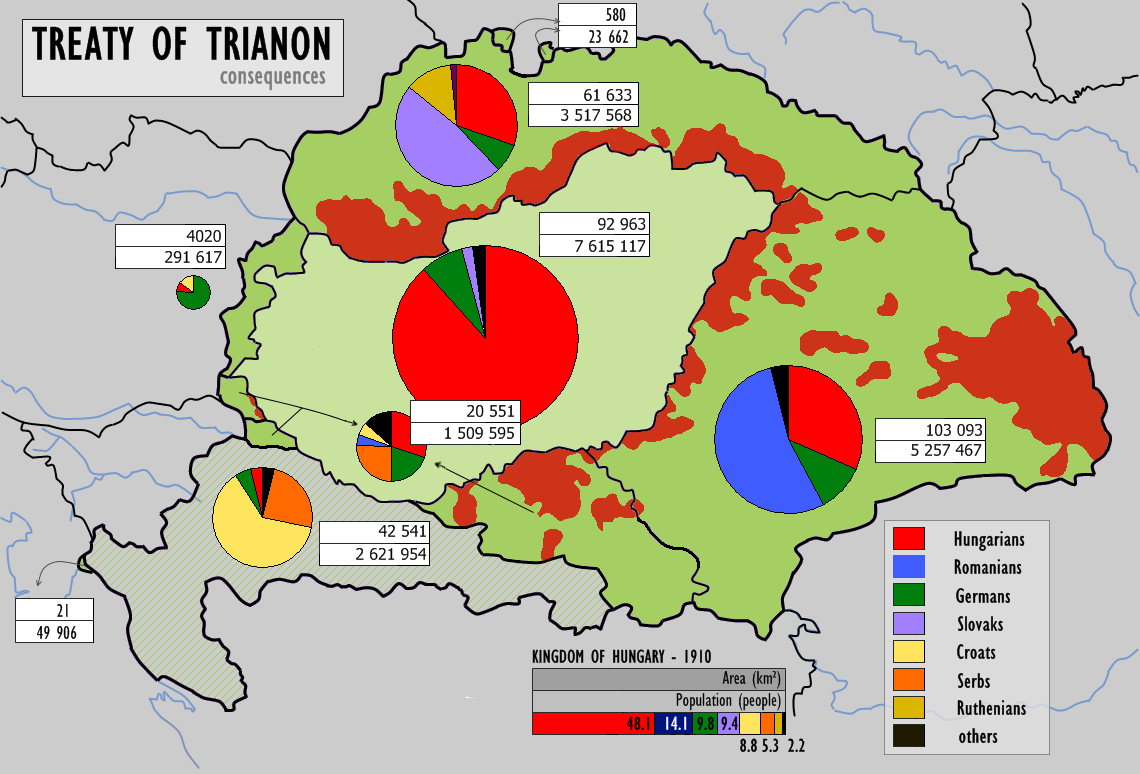
Угорщина після підписання Тріанонського договору (позначена світло-зеленим територія) і відокремлені від неї території. Червоним кольором позначено населені угорцями терени, що опинились поза межами угорської держави.

 Упродовж наступних десятиліть число угорців поза межами Угорщини скорочувалось, частина їх мігрувала до Угорщини. Так, у період з 1918 до 1924 року до Угорщини мігрували 350 000 осіб.

### Спроби перегляду Тріанонських угод
Внаслідок Віденських арбітражів 1938 і 1940 років територіальні статті договору, які стосувалися територій Румунського королівства та Чехословаччини, було переглянуто, а Угорщина отримала за підтримки Третього Рейху та фашистської Італії значні території. Незалежну Українську державу — Карпатську Україну, що утворилася в Закарпатті в березні 1939 року, окупували війська хортистської Угорщини.
1941 року до Угорщини були долучені також деякі території Югославського королівства — північно-західна частина Воєводини (Бачка і Бараня), прилеглий до неї район Славонії на північ від Осієка, а також переважна частина Прекмур'я. Також встановлено угорську окупаційну адміністрацію в Меджумур'ї.
З початком Другої світової війни Тріанонський мирний договір втратив чинність.
Територіальні пункти Тріанонського договору підтверджено Паризькими мирними договорами 1947 року.